# Copa Libertadores 1973
Copa Libertadores 1973 var 1973 års säsong av Copa Libertadores som vanns av Independiente från Argentina efter en finalseger mot Colo-Colo från Chile. 2 lag från varje land i CONMEBOL deltog, vilket innebar 10 länder. Dessutom var ett lag kvalificerat som regerande mästare. De första 20 lagen delades upp i fem grupper om fyra lag där varje gruppvinnare gick vidare till en andra gruppspelsfas. Där delades de fem gruppvinnarna och det regerande mästarlaget upp i två grupper om tre lag. De två gruppvinnarna fick mötas i final.
Varje grupp representerades av två länder, med två lag från vardera lag.
- Grupp 1: Argentina och Bolivia
- Grupp 2: Brasilien och Uruguay
- Grupp 3: Chile och Ecuador
- Grupp 4: Colombia och Venezuela
- Grupp 5: Paraguay och Peru

## Gruppspel omgång 1

### Grupp 1
| Lag               | S | V | O | F | GM | IM | MSK | Poäng |
| ----------------- | - | - | - | - | -- | -- | --- | ----- |
| San Lorenzo       | 6 | 5 | 0 | 1 | 15 | 1  | 14  | 10    |
| Jorge Wilstermann | 6 | 3 | 1 | 2 | 6  | 8  | -2  | 7     |
| River Plate       | 6 | 2 | 1 | 3 | 12 | 10 | 2   | 5     |
| Oriente Petrolero | 6 | 1 | 0 | 5 | 5  | 19 | -14 | 2     |

### Grupp 2
| Lag       | S | V | O | F | GM | IM | MSK | Poäng |
| --------- | - | - | - | - | -- | -- | --- | ----- |
| Botafogo  | 6 | 4 | 1 | 1 | 15 | 9  | 6   | 9     |
| Palmeiras | 6 | 4 | 1 | 1 | 10 | 6  | 4   | 9     |
| Nacional  | 6 | 1 | 2 | 3 | 8  | 9  | -1  | 4     |
| Peñarol   | 6 | 0 | 2 | 4 | 4  | 13 | -9  | 2     |

### Grupp 3
| Lag            | S | V | O | F | GM | IM | MSK | Poäng |
| -------------- | - | - | - | - | -- | -- | --- | ----- |
| Colo-Colo      | 6 | 3 | 2 | 1 | 16 | 4  | 12  | 8     |
| Emelec         | 6 | 3 | 1 | 2 | 6  | 7  | -1  | 7     |
| El Nacional    | 6 | 2 | 1 | 3 | 5  | 10 | -5  | 5     |
| Unión Española | 6 | 1 | 2 | 3 | 3  | 9  | -6  | 4     |

### Grupp 4
| Lag            | S | V | O | F | GM | IM | MSK | Poäng |
| -------------- | - | - | - | - | -- | -- | --- | ----- |
| Millonarios    | 2 | 1 | 1 | 0 | 6  | 2  | 4   | 3     |
| Deportivo Cali | 2 | 0 | 1 | 1 | 2  | 6  | -4  | 1     |

### Grupp 5
| Lag              | S | V | O | F | GM | IM | MSK | Poäng |
| ---------------- | - | - | - | - | -- | -- | --- | ----- |
| Cerro Porteño    | 6 | 4 | 1 | 1 | 14 | 5  | 9   | 9     |
| Olimpia          | 6 | 3 | 0 | 3 | 9  | 9  | 0   | 6     |
| Sporting Cristal | 6 | 2 | 2 | 2 | 5  | 9  | -4  | 6     |
| Universitario    | 6 | 1 | 1 | 4 | 5  | 10 | -5  | 3     |

## Gruppspel omgång 2

### Grupp 1
| Lag           | S | V | O | F | GM | IM | MSK | Poäng |
| ------------- | - | - | - | - | -- | -- | --- | ----- |
| Independiente | 4 | 2 | 1 | 1 | 5  | 3  | 2   | 5     |
| San Lorenzo   | 4 | 1 | 2 | 1 | 4  | 3  | 1   | 4     |
| Millonarios   | 4 | 1 | 1 | 2 | 1  | 4  | -3  | 3     |

### Grupp 2
| Lag           | S | V | O | F | GM | IM | MSK | Poäng |
| ------------- | - | - | - | - | -- | -- | --- | ----- |
| Colo-Colo     | 4 | 2 | 1 | 1 | 10 | 9  | 1   | 5     |
| Cerro Porteño | 4 | 2 | 0 | 2 | 8  | 9  | -1  | 4     |
| Botafogo      | 4 | 1 | 1 | 2 | 8  | 8  | 0   | 3     |

## Final
|  |  | Independiente | 1 – 1 | Colo-Colo |  |  |
|  |  |               |       |           |  |  |
|  |  |               |       |           |  |  |
|  |  |               |       |           |  |  |

|  |  | Colo-Colo | 0 – 0 | Independiente |  |  |
|  |  |           |       |               |  |  |
|  |  |           |       |               |  |  |
|  |  |           |       |               |  |  |

|  |  | Independiente | 2 – 1 (efter förlängning) | Colo-Colo |  |  |
|  |  |               |                           |           |  |  |
|  |  |               |                           |           |  |  |
|  |  |               |                           |           |  |  |

Independiente vinnare av Copa Libertadores 1973.